# Mřina himálajská
Mřina himálajská (česky též lýkovcovník himálajský, Daphniphyllum himalense) je stálezelený listnatý keř nebo strom svým vzhledem poněkud připomínající keř pěnišníku. Pochází z horských lesů Himálaje a přilehlých oblastí Číny a Tibetu.

## Popis
Mřina himálajská je stálezelený, dvoudomý keř nebo malý strom, dorůstající v domovině výšky 5 až 12 metrů. Větve jsou silné, s bílými lenticelami, mladé větévky tmavě hnědé. Listy jsou tence kožovité, asi 10 až 21 cm dlouhé a 2,5 až 7 cm široké, krátce řapíkaté, s podlouhle kopinatou, podlouhlou nebo podlouhle eliptickou čepelí. Květy jsou drobné, bezobalné, uspořádané v 3 až 6 cm dlouhých úžlabních hroznech. Samčí květy obsahují 8 až 12 tyčinek, v samičích je dvoukomůrkový semeník obklopený 5 sterilními staminodii. Plodem je 12 až 14 mm dlouhá peckovice.

## Rozšíření
Druh se vyskytuje v horských lesích Himálaje a přilehlých oblastí v jihovýchodním Tibetu, severozápadním Jün-nanu, Bhútánu, severozápadní Indii, východním Nepálu a severním Myanmaru. Roste v nadmořských výškách od 1200 do 2500 metrů.

## Pěstování
Vyžaduje stinné až polostinné stanoviště a vlhkou, lehce kyselou až lehce zásaditou půdu. Nesnáší vysušující chladné větry. Rostlina je mrazuvzdorná do  teplot okolo −12 °C (udávaná min. zóna odolnosti 7 nebo 8), v podmínkách střední Evropy může být poškozována mrazem a je možno ji s dobrým zimním krytem pěstovat pouze v teplejších oblastech. Není udávána ze žádné české botanické zahrady. Blízce příbuzná mřina velkonohá (Daphniphyllum macropodum) je o něco zimovzdornější, až do −20 °C.